# Солнечная печь (кулинария)

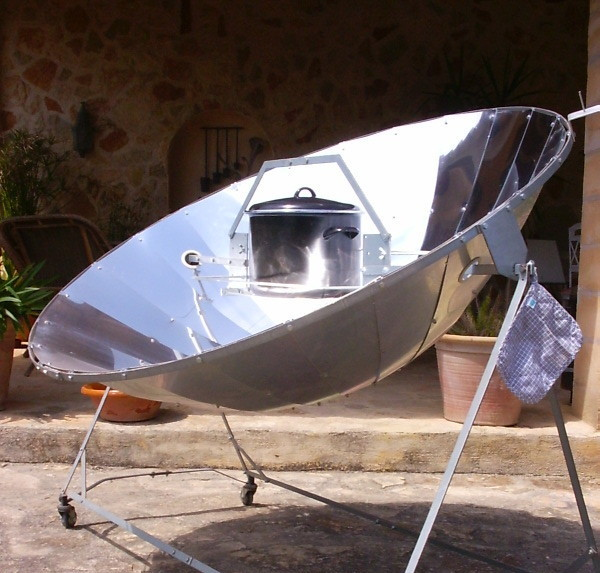
Солнечная печь на основе зеркала-параболоида

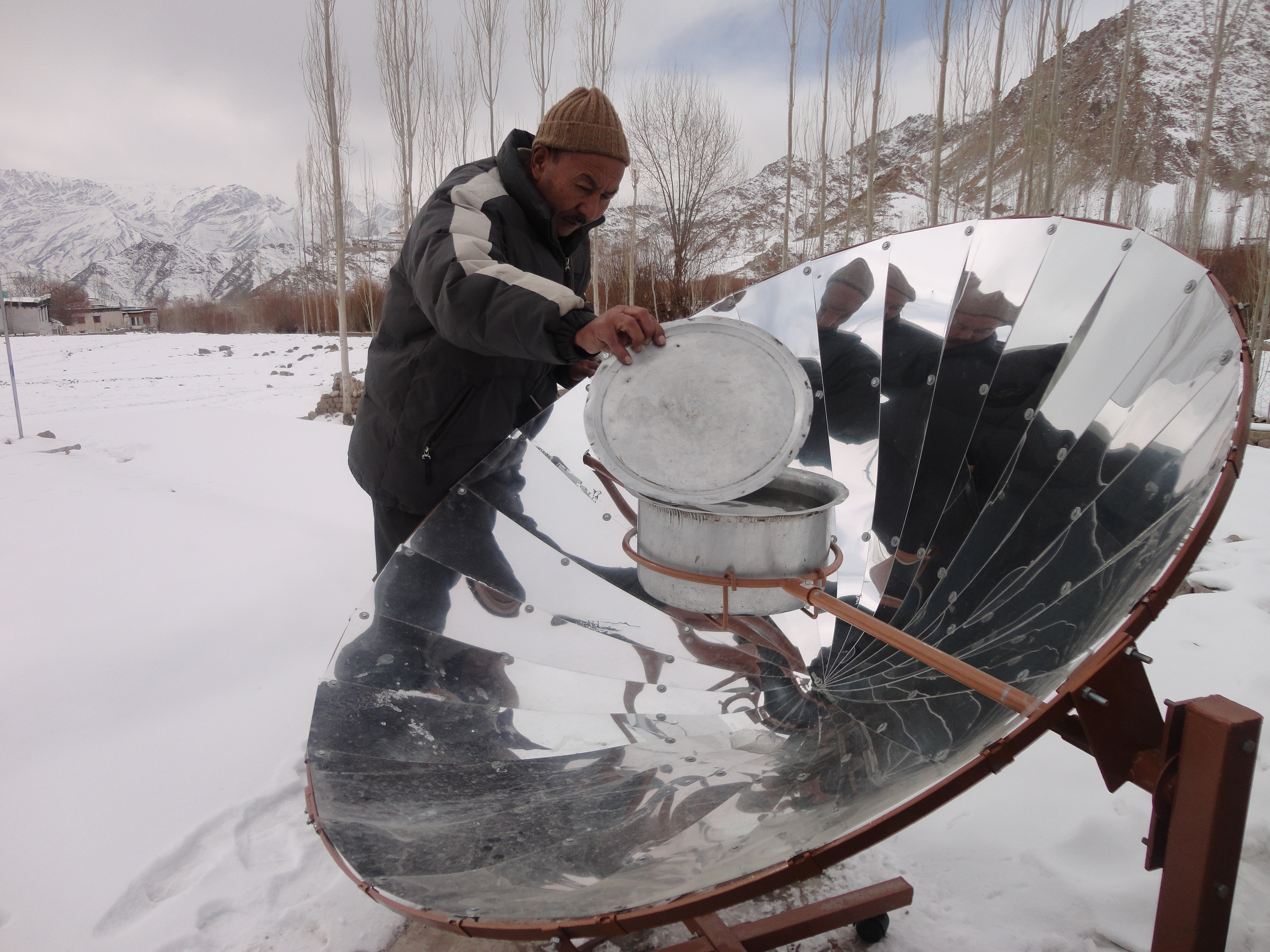
Солнечная печь зимой

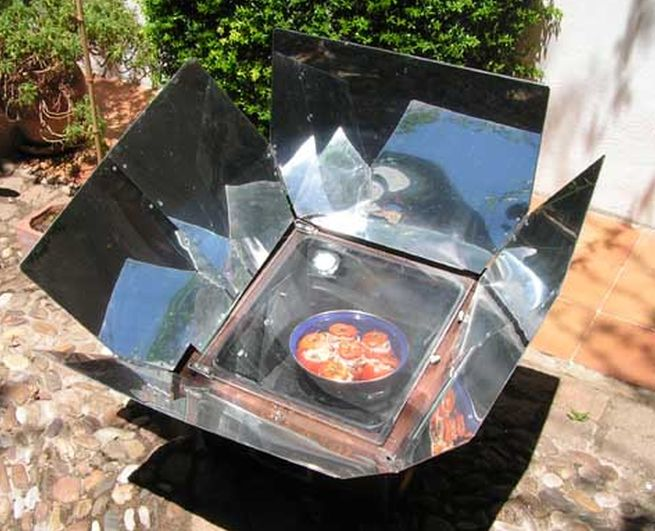
Солнечная печь (солнечная духовка)

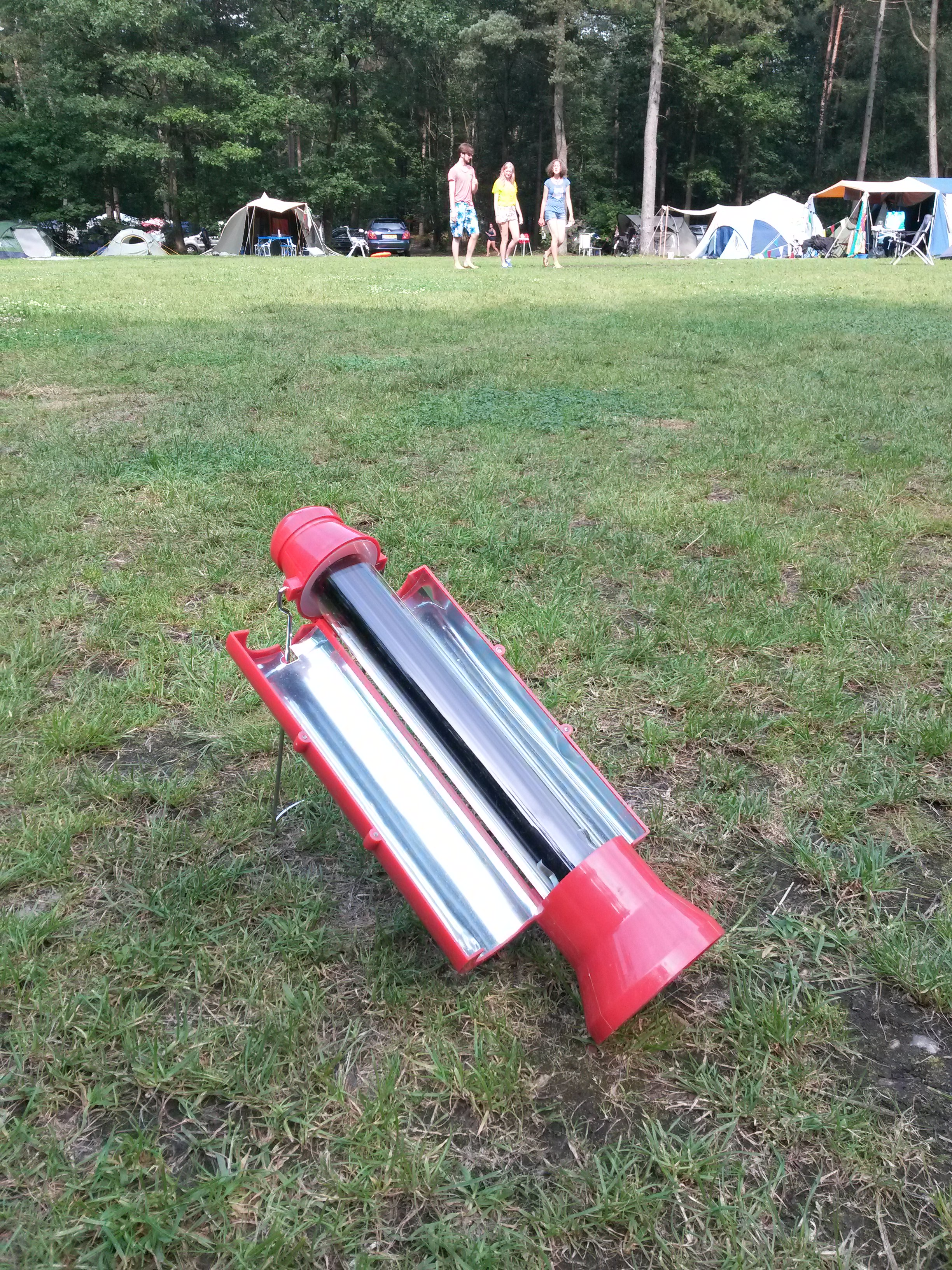
Солнечный чайник (кипятильник)

Солнечная кухня — гелиоконцентратор (технологический проектор) для приготовления пищи без использования топлива или электроэнергии. Состоит из плоских или вогнутых отражателей, реже — из линз и приёмника теплоты (кастрюля, котёл). Аналогичные по принципу устройства  применяются для опреснения непригодной для употребления воды в засушливых регионах. В России в рамках стандартизации для оптических устройств нетрадиционной энергетики, которые для повышения плотности потока солнечного излучения отражают и преломляют лучи, используют термин концентратор солнечной энергии (solar energy concentrator).
Есть несколько видов солнечных плит. Наиболее распространены панельные, ящичные и параболические плиты. Солнечные плиты можно разделить на прямые, которые концентрируют лучи непосредственно на чёрном горшке, и непрямые, которые переносят тепло от поглотителя к пище через жидкую среду.  Накопительные печи позволяют продолжать готовку при облачном небе или после наступления темноты. Также есть плиты-гибриды, которые в плохую погоду разогревают пищу из другого источника (обычно они электрические, но могут использовать, например, сжиженный нефтяной газ). 
На больших солнечных плитах можно приготовить еду для сотен людей. Так как солнечные печи не используют топливо и не требуют затрат при эксплуатации, многие некоммерческие организации продвигают их использование по всему миру, чтобы помочь снизить затраты на топливо и снизить загрязнение воздуха, замедлить вырубку лесов и опустынивание.

## История
Солнце для приготовления пищи люди используют очень давно, люди заметили, что можно приготовить еду на раскалённых от солнца камнях или закопав в горячий песок.
Первую солнечную плиту изготовил швейцарский геолог, метеоролог, физик, альпинист и исследователь Альп Гораций-Бенедикт де Соссюр в 1767 году. 
Приготовление блюд на солнце получило широкое распространение во Французском Иностранном легионе в 1870-х годах. 

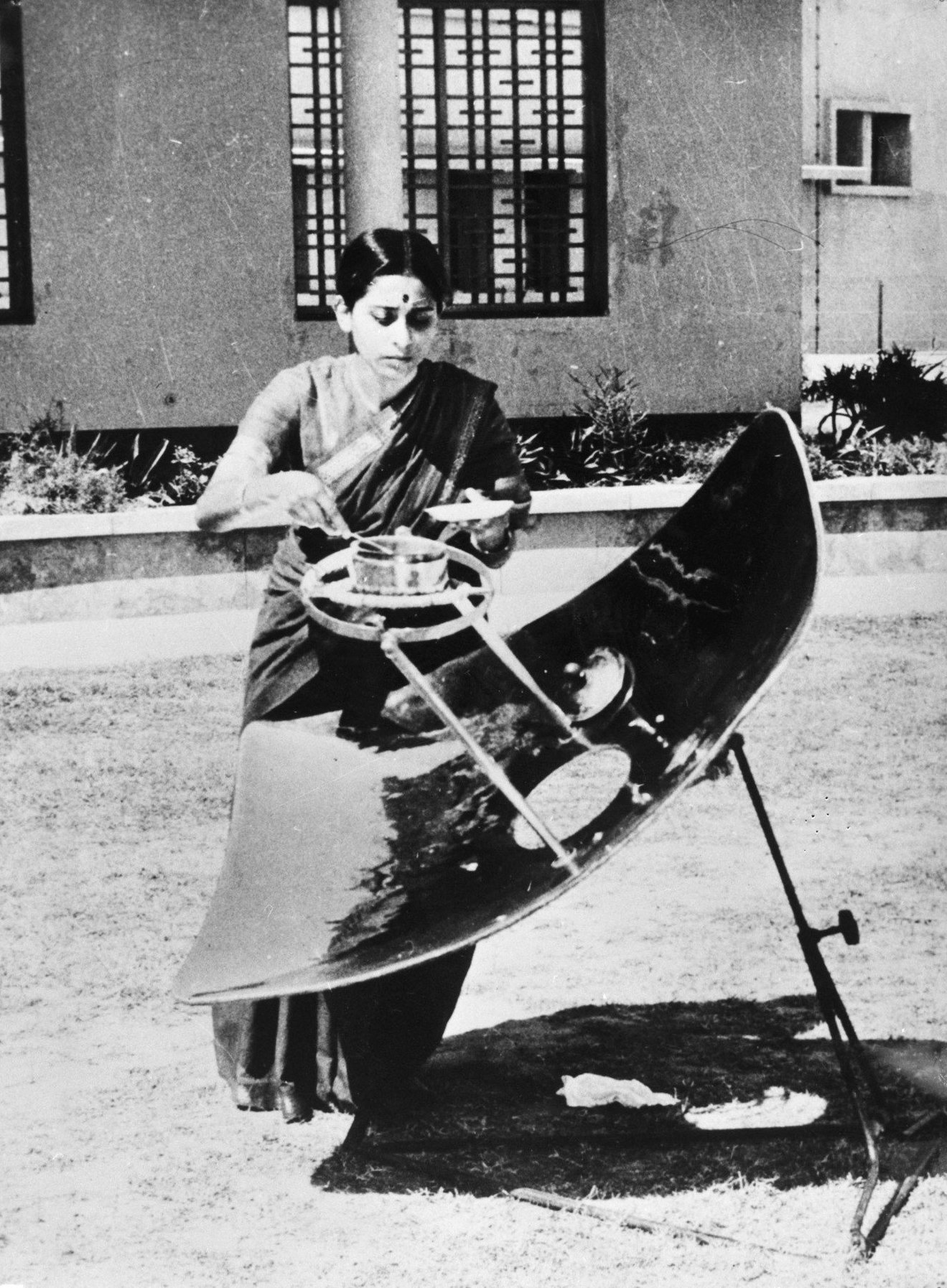
1962 год. Женщина из Индии готовит еду на солнечной печи

Пионерами солнечной кулинарии были Эренфрид Вальтер фон Чирнхаус , Гораций-Бенедикт де Соссюр , Джон Фредерик Уильям Гершель, Огюст Мушо , Чарльз Гили Эббот и Мария Телькеш. Американская некоммерческая организация Solar Cookers International очень активно продвигает солнечные плиты для развивающихся стран. Также выпускаются и продаются солнечные печи для туризма и кемпинга.
Солнечные кухни применяются с начала XX века. 
Солнечная кухня в середине 1920-х годов работала в обсерватории Маунт-Вилсон.

## Тестирование солнечных плит
Американский стандарт ASAE S580.1-2013, который основан на скорости нагрева воды при определённых условиях, может использоваться для сравнения производительности солнечных плит. В научной прессе используется в основном индийский стандарт IS 13429-3 (2000), который лучше всего позволяет изучать свойства бокс-плит. В солнечных батареях используются простые физические принципы, поэтому они являются подходящим инструментом для преподавания физики на всех уровнях школы.

## Устройство

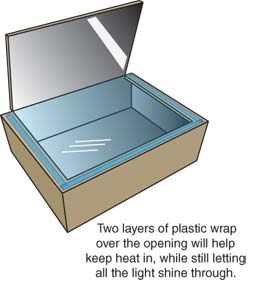
Солнечная печь из коробки и фольги

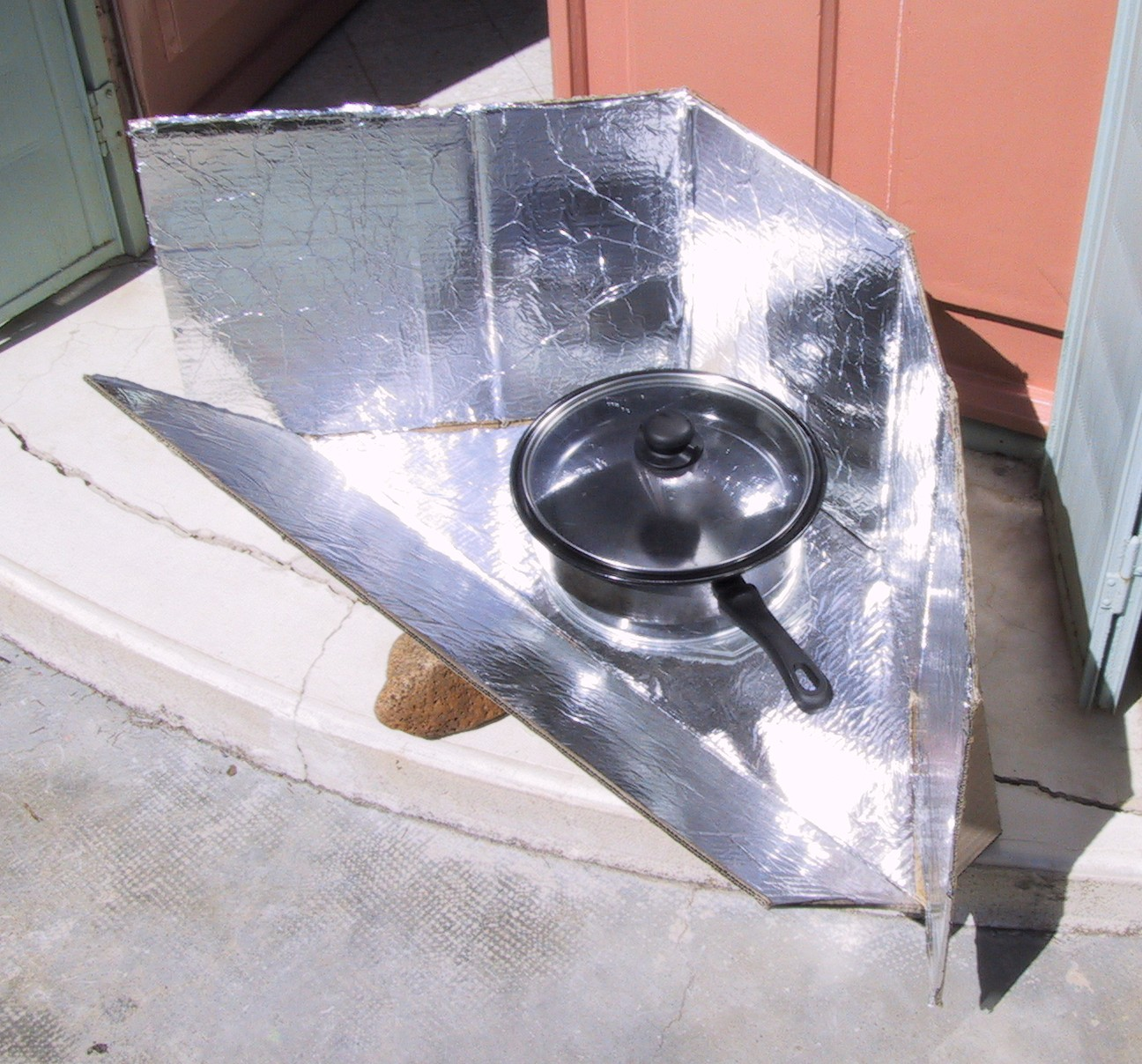
Простейшая солнечная печь

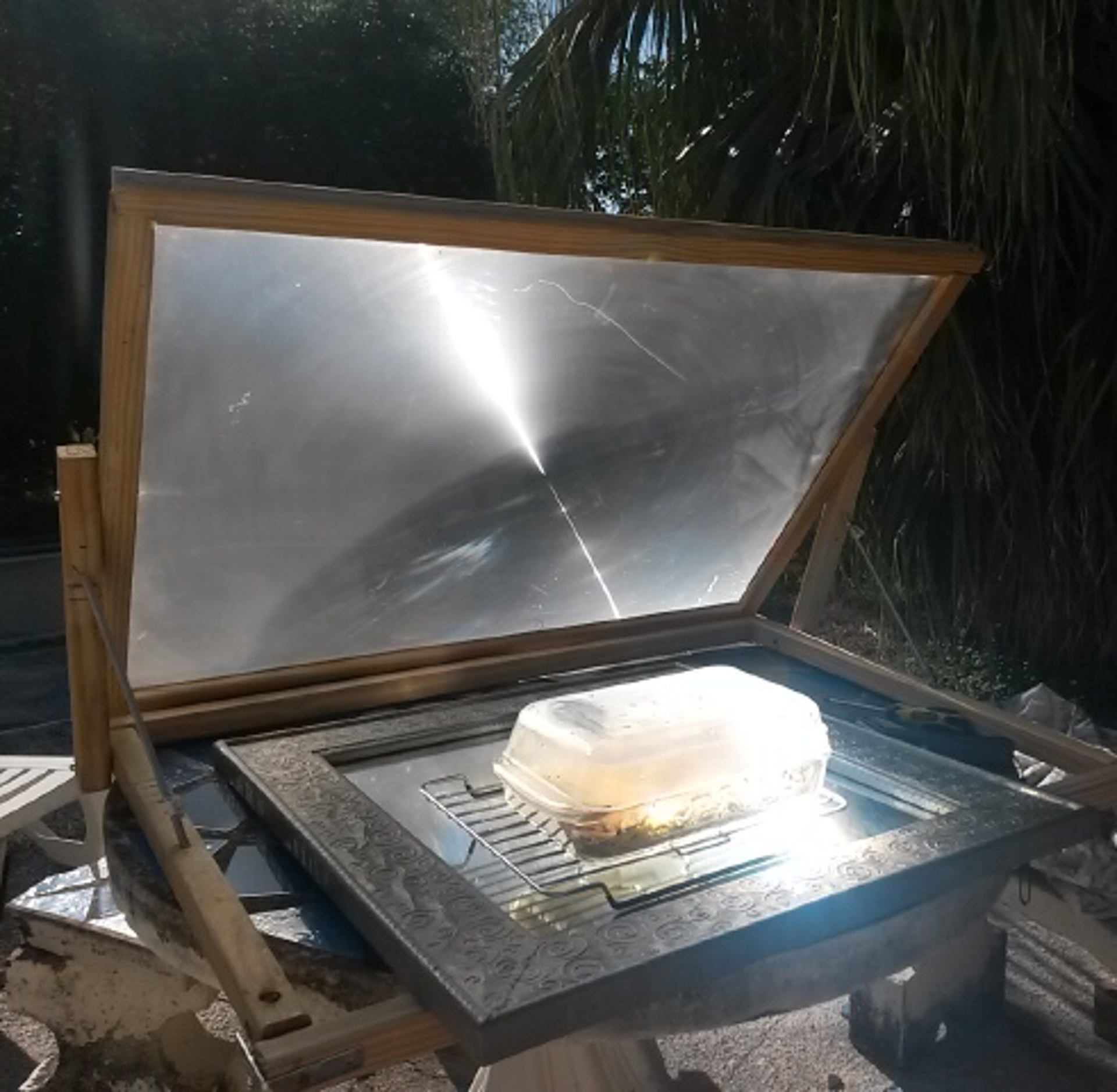
Приготовление еды в солнечной печи

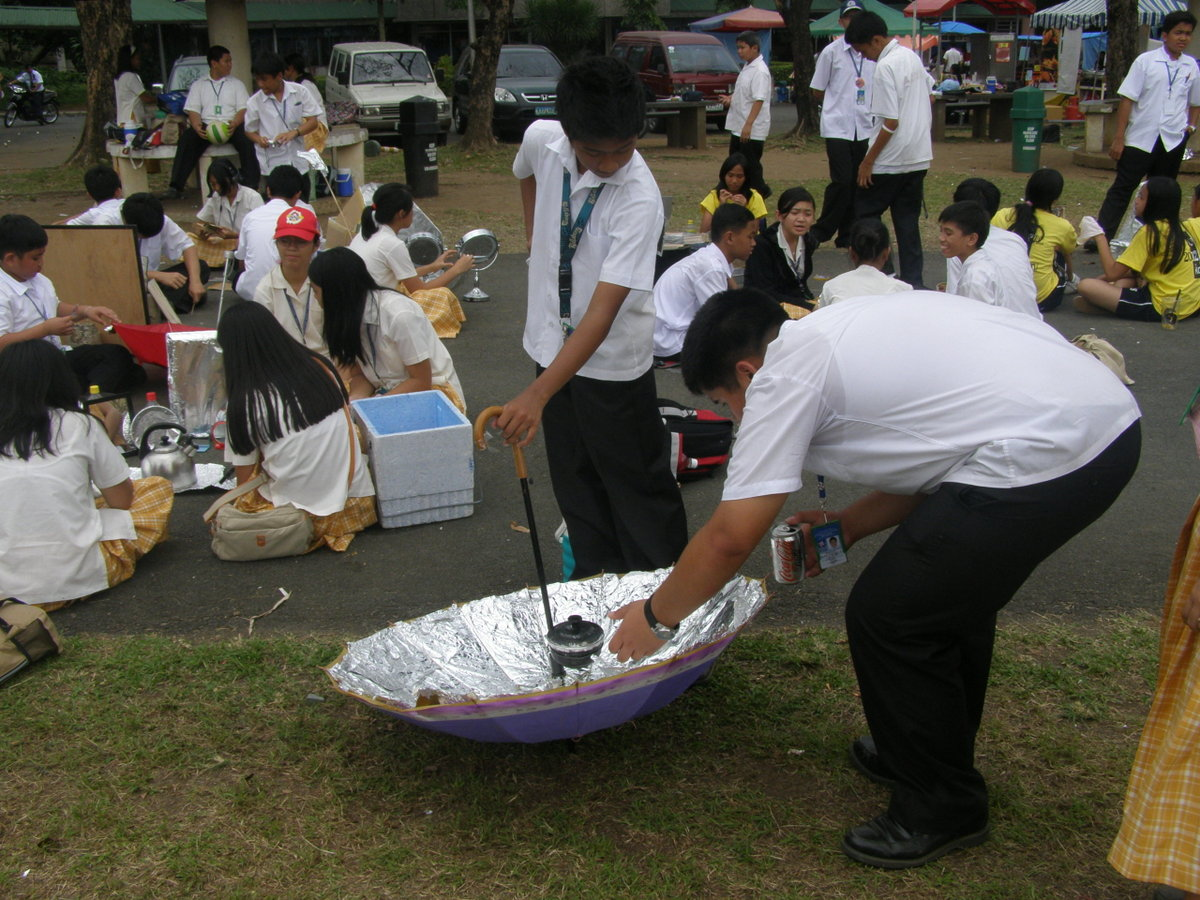
Солнечная печь из зонтика и фольги

Простейшая солнечная печь представляет собой особым образом согнутый картон, покрытый фольгой. Фольга, как зеркало отражает солнечный свет и фокусирует его на обычной чёрной металлической кастрюле. Кастрюля закрыта стеклянной крышкой и завёрнута в прозрачный пластиковый пакет чтобы уменьшить теплопотери. Существуют и более совершенный вид солнечных печей — с металлическими отражателями или с зеркалами и т. д., в том числе большие стационарные солнечные печи для столовых или кафе.
На конкурсе Financial Times дешёвых (примерно от 5 до 50 долларов) экологичных бизнес-изобретений «Climate Change Challenge» («Вызов изменению климата») солнечная печь из картона «Киото-бокс»(англ. en:Kyoto box) с теплоизоляцией конструкции норвежского изобретателя Йона Бомера (Jon Bohmer) получила первый приз и 75 тысяч долларов на реализацию изобретения.
Солнечные печи могут сильно нагревать еду, если в их устройстве есть зеркала и линзы, концентрирующие солнечные лучи.
Солнечные воскотопки по устройству похожи на солнечные печи (солнечные духовки) и их можно использовать после не большой доработки для приготовления пищи.

## Достоинства
Достоинство, что солнечные печи не загрязняют воздух, нет дыма - чистый воздух, нет опасности пожара - спасаются леса и почвы, пожар возможен, если развести костёр в лесу в солнечную жаркую погоду, когда вокруг сухая трава. Также достоинство солнечных печей это простота конструкции и отсутствие поломок при эксплуатации, возможность приготовить еду в пустыне или там, где нет растительности, например в чистом вспаханном поле, можно приготовить еду, там где запрещено разводить костры.

## Недостатки
Недостаток солнечных печей, что они работают хорошо только в солнечную погоду, долго готовят пищу при недостаточной температуре.

## Применение

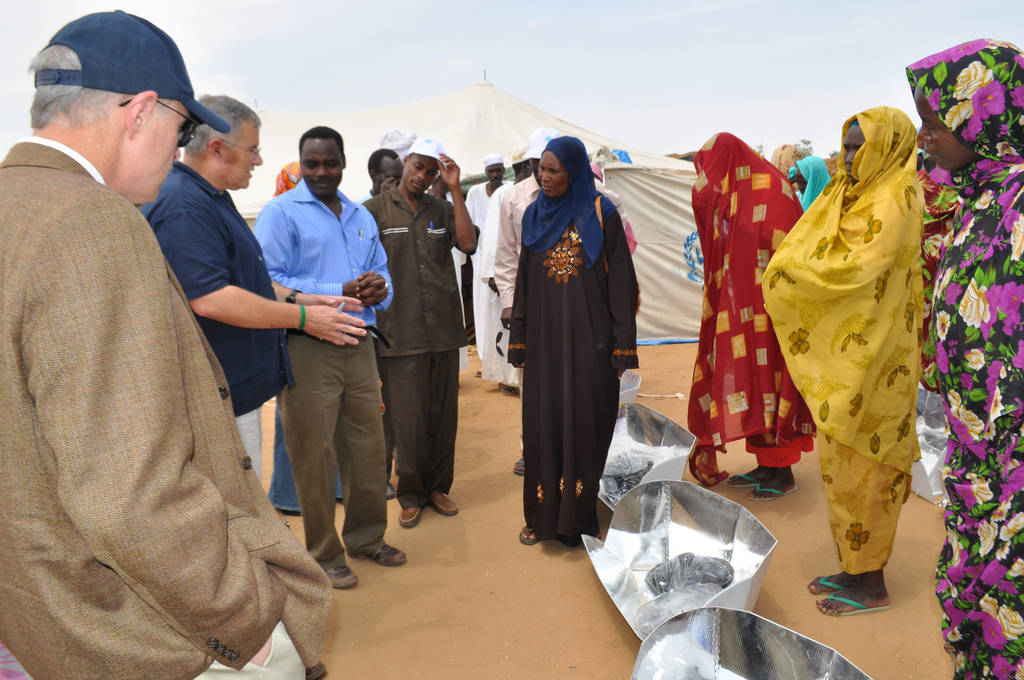
Простейшие солнечные печи в Судане

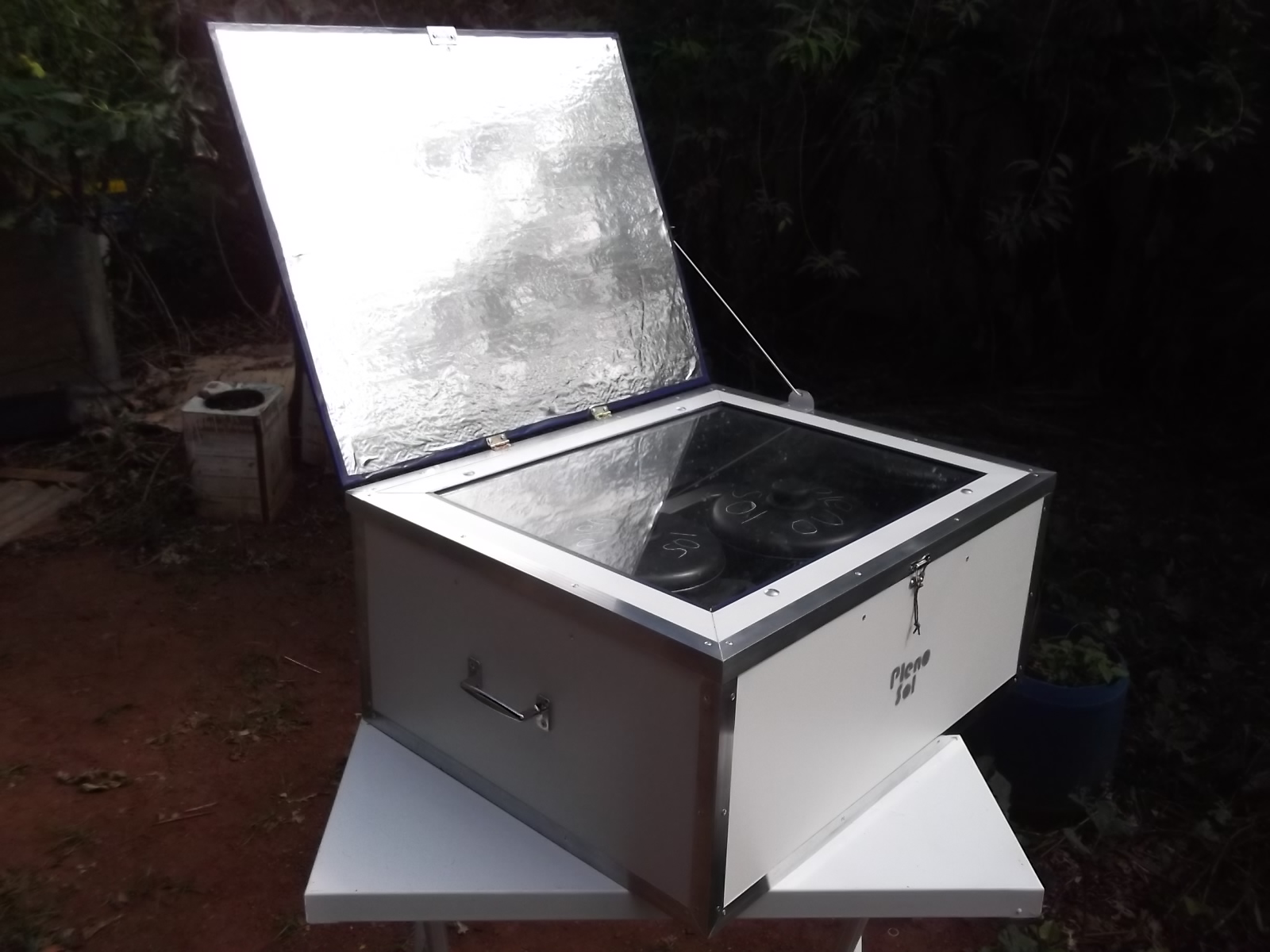
Простейшая солнечная печь из ящика и фольги

Комиссар ООН по беженцам (UNHCR) поддержал использование солнечных печей из картона и фольги для приготовления пищи в лагере беженцев Иридими, где нашли убежище около 18 тысяч людей, вынужденных покинуть суданскую провинцию Дарфур. В этом регионе нет местных энергоносителей. В результате проекта ООН беженцы получили около 15 тысяч картонных солнечных печей для приготовления пищи.

## В фильмах
- 1963 — Три плюс два — герой фильма Степан Сундуков готовил еду в котелке на самодельной параболической солнечной печи из зонтика и битых кусков зеркала.

## Фоторепортажи
- Большая Солнечная Печь (HTML). ЖЖ (15 марта 2014). Дата обращения: 31 октября 2016.
- Самая большая солнечная печь в мире в Одейлло. daypic.ru (30 июня 2014). Дата обращения: 31 октября 2016.
- Николай Рыков. Большая солнечная печь. Остатки былого величия. Узбекистан (HTML). ЖЖ (20 февраля 2015). Дата обращения: 31 октября 2016.